# 아구니 공항
아구니 공항(일본어: 粟国空港, あぐにくうこう, IATA：AGJ - ICAO：RORA)은 일본 오키나와현 시마지리군 아구니촌에 있는 제3종 공항이다.

## 역사
1978년 7월 6일 제3종 공항으로서 개항하여 현재에 이르고 있다.

## 운항 노선

### 국내선
| 항공사   | 목적지   |
| -------- | -------- |
| 제일항공 | 오키나와 |